# Годун Микола Петрович
Микóла Петрóвич Годýн (3 серпня 1953, с. Посягва, Гощанський район, Рівненська область, – 21 лютого 2016, с. Бабин, Гощанський район, Рівненська область) – український художник-живописець, пейзажист, член Національної спілки художників України (НСХУ).

## Родина
Народився 3 серпня 1953 року в селі Посягві. Батько – Годун Петро Радіонович (1915 – 1976), уродженець села Усті. Матір – Шумбарська Людмила Савівна (1925 – 2007), уродженка села Томахова. Родина проживала у селі Посягві, де виховувалося п'ятеро дітей – Ганна, Борис, В'ячеслав, Володимир і Микола. У 1960 році сім'я переїхала в село Бабин, а до того тимчасово проживала в селі Підлісках.    

## Освіта і робота
Початкову освіту здобував у школі Посягви (2 класи), а згодом після переїзду родини до Бабина, у Бабинській СШ. По її закінченню, у 1970 році навчався у Рівненській школі підготовки керівників художньої самодіяльності. У 1972–1974 роках Микола Годун служив у Радянській Армії, в білоруському місті Ліді. Там займався творчістю заочно навчаючись у Московському народному університеті (з 1971). Основну стаціонарну художню освіту здобув у Одеському державному художньому училищі ім. М. Б. Грекова, до якого вступив у 1975 році. Його викладачами були В.Парфененко, О.Кучинська, В.Полнобродський, Я.Кірічек. Серед них учителі і наставники – Т. Яблонська, Г. Меліхов, М. Коган-Шац, А. Голота, Я.Кириченко. Дипломною роботою Миколи Годуна було полотно «Рибалки Чорного моря».  
У 1980 році перебував у відрядженні в Казахстані, де намалював чимало полотен. У 1982 році створив картину "Зимка" (п/о, 100 х 80), яка по суті стала його першою відомою роботою. З 1987 року – член Спілки художників СРСР, з 1991 року – член Національної спілки художників України. У кінці 1990-х певний час викладав образотворче мистецтво в Бабинській ЗОШ та періодично в Дорогобузькій СШ. Засновник картинної галереї в Бабині у 1996 році. Намалював чимало ікон для місцевої церкви Івана Богослова, також розписував її. У 2002 році брав участь у створенні мозаїчних панно на фасаді собору Святої Покрови в Рівному. Впродовж 2003-04 років разом з іншими художниками реставрував Одеський оперний театр. У 2007 році зробив та презентував виставку робіт рівненських художників та скульпторів у Сарненському історико-етнографічному музеї. Співзасновник обласної благочинної премії Св. Миколая у 2009 році. 

## Творчість
Роботи Миколи Годуна зберігаються в Дирекції художніх виставок України, Рівненському краєзнавчому музеї, Картинній галереї міста Ковель. Також, у приватних колекціях в Україні, Чехії, Польщі, Австрії, Канаді, США, Австралії та ін. Учасник багатьох міжнародних, республіканських, всеукраїнських, зональних та обласних виставок. Найвідоміші з них: 
- "Живописна Україна", Київ 1985, Запоріжжя 1987.
- «Кримські мотиви», Рівне 2006.
- «В краю Погорини», Рівне 2006.
- «Карпатські мотиви», Рівне 2009.
- «Зима у Кременці зима…», Рівне, Кременець 2009.
- «Альтернатива забуттю. Врятуємо замок Клеваня», Рівне 2011.
- «За тридев'ять земель», Рівне 2011.
- "Європа. Паралелі – меридіани. Морський пейзаж", Рівне 2014.

Загалом, у творчому доробку митця 16 персональних виставок. Учасник різних пленерів, зокрема у "художньому містечку" на території Острозької академії. Автор серії картин "Старе Рівне", "Пори року". Також займався ілюструванням книг – «Я там, де є благословення» Олександра Смика та інших.
Помер 21 лютого 2016 року. Похований на парафіяльному цвинтарі в Бабині.

## Відомі пейзажі
- "Рибалки Чорного моря". 1979.
- "Зимка". 1982.
- "Біля старої греблі". 1982.
- "Дорога в селі". 1984.
- "Молоді паростки". 1984.
- "Садок". 1985.
- "Абрикос цвіте". 1985.
- "Вітряний день". 1985.
- "Парне молоко". 1986.
- "Серпень в Бабині". 1987.
- "Узимку". 1992.
- "Над ставком".
- "Бузок цвіте".
- "Голуба вода".
- "Дідова хата".
- "Бабусине подвір'я".
- "Коптять сало". 2004.
- "Хутір Філонюка". 2005.
- "Дровітня". 2005.
- "Кузня". (до 2009)
- Серія робіт "Пори року".

## Історична тематика
Чимало полотен ілюструють історичних постатей, історичні місця, архітектурні пам'ятки та релігійні споруди. 
- "Біля старої греблі" (Старий став у Бабині біля дитинця шляхтичів Бабинських). 1983.
- Без назви (Бабин - вид на цукрозавод). 1983.
- "Козак Мамай". 1991.
- "Крим". 2006.
- "Острозький замок". 2008.
- "Церква в Турці". 2009.
- "Турка". 2009.
- "Козацький хрест" (старий цвинтар у Кременці). 2009.
- "Акведук. Замок Чорторийських" (Клеванський замок). 2011.
- "Тривожний вечір" (невідомий монастир). 2011.
- Серія робіт "Старе Рівне". 2012.
- "Собор" (Воскресенський собор у Рівному). 2012.
- "Губківський замок". 2012.
- "Будинок Ельгенгардта". 2014.
- "Козацька церква в селі Седнів". 2014.
- "Церква Івана Богослова в Бабині". 2015.

## Громадська позиція
- Микола Годун спільно з рівненськими художниками О. Тищенком та О. Лобчуком брав участь у благодійній справі – врятувати замок Чорторийських у Клевані. Впродовж чотирьох місяців вони їздили до замку та малювали з нього картини, щоб зберегти його архітектурну пам’ятку для нащадків. 26 травня 2011 року у Рівному в мистецькій галереї «Зуза» відбулося відкриття виставки «Альтернатива забуттю. Врятуємо замок Клеваня», якою митці намагалися привернути увагу мешканців міста до цієї проблеми.

- Учасник неодноразових громадських акцій відносно створення художнього музею в Рівному.

- Учасник аукціону, який рівненські художники провели у листопаді 2014 року. Представив краєвиди Рівненщини, а також Ізраїлю та Єгипту. Кошти з продажу власних картин були витрачені на закупівлю необхідних речей для бійців ЗСУ у зоні ведення бойових дій російсько-української війни.

## Заслуги
- Почесна грамота Адміністрації Президента України. 2000.
- Почесний музейник України. 2007.
- Лауреат премій мистецьких конкурсів у Рівному — "Різдвяна Зуза". 2008–2010 рр.

## Вшанування пам'яті
- 30 березня 2016 року. Виставка на знак вшанування пам'яті у рівненській художній галереї "Євро-Арт".
- Березень 2016 року. Виставка на знак вшанування пам'яті у виставковій залі Рівненської обласної організації Національної спілки художників України. Презентація книги "Микола Годун очима друзів".
- 8 липня 2022 року в місті Рівному названо провулок на честь Миколи Годуна.
- 1 серпня 2023 року. Виставка в рівненському Краєзнавчому музеї на знак вшанування пам'яті, з нагоди 70-ї річниці Дня народження.